# 武库川女子大学短期大学部
武库川女子大学短期大学部（日语：／ Mukogawa Joshi Daigaku Tanki Daigakubu *），简称武库短（むこたん），是一所位于日本兵库县西宫市的私立短期大学。

## 概要

### 简介
- 学校最早可以追溯到1939年[8]。短期大学为于1950年开办[8]、由学校法人武库川学院经营。2014年现在有七个学科、最多学科在日本短期大学、入学定员870个人[9][10]。

### 历史
- 1950年 武库川学院女子短期大学成立并同时设置两个学科即服装科[注 5]、日文科。各学科有第一部・第二部[9]。
- 1951年 三个学科成立[9]。
  - 日文科（有第一部・第二部）
  - 教育科（有第一部・第二部）
  - 家政科（有第一部・第二部）
    - 家政专攻
    - 服装专攻[注 11]（服装科改编为）
- 1955年 两个学科即体育科和音乐科各自成立[9]。学科改编为（家政科家政专攻→家政科、家政科服装专攻[注 11]改编为服装科[注 5]、教育科改编为初等教育科）[9]。
- 1958年 改校名为武库川女子短期大学。音乐科招生最后、次年停止招生（停办于1960年。）[9]。
- 1976年 第二部于日文科和服装科[注 5]各自招生最后、次年停止招生（正式停办于1983年3月31日）[9]。
- 1985年 改校名为武库川女子大学短期大学部[9]。
- 1986年 第二部于日文科、家政科、初等教育科自招生最后、次年停止招生（正式停办于1991年11月14日）[9]。
- 1987年 人类关系科成立[9]。
- 1988年 初等教育科变更为儿童教育科（分离为初等教育专攻和幼儿教育专攻）[9]。
- 1989年 七个学科改名为[9]。
  - 日文科→日文学科
  - 英文科→英文学科
  - 儿童教育科→儿童教育学科
  - 服装科[注 5]→生活造型学科
  - 家政科→伙食学科
  - 体育科→体育学科
  - 人类关系科→人类关系学科
- 1993年 儿童教育学科初等教育专攻招生最后、次年停止招生（正式停办于1996年）[9]。
- 1997年 儿童教育学科幼儿教育专攻改编为幼儿教育学科[9]。
- 2000年 三个学科改名为[9]。
  - 日文科→日语文化学科
  - 英文学科→英语沟通学科
  - 体育科→健康・体育学科
- 2013年 英语沟通学科变更为英语阅历交流学科。

### 宪章
- 请参看武库川女子大学短期大学部的标志 （日語） 2014年1月27日阅览。

#### 吉祥物
- 请参看武库川女子大学短期大学部的吉祥物 （日語） 2014年1月27日阅览。

## 学校环境
- 校区：在兵库县西宫市

## 历任校长
- 糸鱼川市直佑：现在短期大学校长[11]

## 组织

### 学科
- 日语文化学科[1]
- 英语阅历交流学科[2]
- 生活造型学科[3]
- 伙食学科[4]
- 幼儿教育学科[5]
- 健康・体育学科[6]
- 人类关系学科[7]

### 前学科
- 日文科[注 1]
  - 第一部[注 1]
  - 第二部[注 2]
- 英文科[注 3]
  - 第一部[注 3]
  - 第二部[注 4]
- 服装科[注 5][注 6]
  - 第一部[注 6]
  - 第二部[注 4]
- 家政科[注 7]
  - 第一部[注 7]
  - 第二部[注 2]
- 儿童教育学科[注 8]
  - 初等教育专攻[注 9]
  - 幼儿教育专攻[注 8]
- 初等教育学科第二部[注 2]
- 音乐科[注 10]

### 专科
| - 没有 |

### 业余课程
| - 没有 |

## 知名校友
- 久本朋子（女演员）
- 遥洋子（演员・作家）
- 猿渡有香（记者・女演员）
- 清水理惠子（演员）
- 川田惠子（演员・无线电演员）
- 盐田えみ（演员・无线电演员）

## 相关链接
- 日本短期大学列表
- 武库川女子大学